# Giuseppe Vatinno
Giuseppe Vatinno, né le 3 avril 1961 à Rome est un homme politique, journaliste et écrivain italien.

## Biographie
Membre du parti Italie des Valeurs (Italia dei Valori, IDV), Giuseppe Vatinno fait partie de l'Observatoire du train à grande vitesse du nœud ferroviaire de Bologne de 2006 à 2008. Il est aussi conseiller pour les politiques environnementales du Ministre des Infrastructures et membre de la Commission d'Etude d'Impact Environnemental de ministère de l'Environnement de 2007 à 2008.
Il quitte IDV en 2010 pour rejoindre le parti Alliance pour l'Italie (Alleanza per l'Italia, API) où il devient responsable de l'environnement et membre de son comité directeur national. En 2011, il est membre du Secrétariat Technique du Ministère de l'Environnement pour les nouvelles technologies.
À la suite de la démission de Leoluca Orlando le 10 juillet 2012, il devient député, premier non-élu, dans le district 1 de liste du Latium pour IDV, jusqu'à la fin de la législature le 14 mars 2013. Mais en novembre 2012, il quitte API pour rejoindre le groupe parlementaire d'IDV, dont il devient directeur national pour l'économie verte.
En 2012, après une campagne autour de son livre Il transumanesimo. Una nuova filosofia per l'uomo del XXI secolo (Transhumanisme. Une nouvelle philosophie pour l'homme du 21e siècle), on le décrit comme « le premier homme politique transhumaniste du monde »,. Cependant, une question parlementaire controversée qu'il a soumise sur les ovnis et enracinée dans une histoire apocryphe, crée une querelle sur les réseaux sociaux, et conduit finalement l'une des deux associations transhumanistes italiennes à dissocier explicitement son activité du mouvement transhumaniste.

## Publications
- (it) Il transumanesimo. Una nuo va filosofia per l'uomo del XXI secolo, Armando, 2010
- (it) Solitoni nella Fisica Matematica, Aracne, 2015